# Jean Wadoux
Jean Wadoux (* 29. Januar 1942 in Saint-Pol-sur-Ternoise) ist ein ehemaliger französischer Leichtathlet. Er gewann eine Silbermedaille bei Europameisterschaften.

## Sportliche Karriere
Wadoux gewann bei den Mittelmeerspielen 1963 in Neapel den 1500 Meter Lauf mit einer Zehntelsekunde Vorsprung vor dem Spanier Tomas Barris. Im Jahr darauf bei den Olympischen Spielen 1964 in Tokio erreichten im zweiten Halbfinale über 1500 Meter vier Läufer mit der gleichen Zeit das Ziel, nach Zielfoto wurden der Neuseeländer John Davies und Jean Wadoux zum Finale zugelassen, der Kenianer Kipchoge Keino und der Belgier Eugène Allonsius nicht. Im Finale belegte Wadoux den neunten und letzten Platz. 1966 bei den Europameisterschaften in Budapest erreichte Wadoux den Endlauf über 1500 Meter als Sieger des dritten Vorlaufs, im Finale belegte er den siebten Rang.
Bei den Olympischen Spielen 1968 in Mexiko-Stadt trat Wadoux im 5000-Meter-Lauf an. Von 39 Startern erreichten 15 das Finale, darunter nur vier Europäer. Wadoux belegte im Endlauf als zweitbester Europäer den neunten Platz. 1969 bei den Europameisterschaften in Athen startete Wadoux wieder über 1500 Meter an und belegte den sechsten Platz. Zwei Jahre später bei den Europameisterschaften 1971 in Helsinki trat Wadoux über 5000 Meter an. Er gewann seinen Vorlauf und konnte im Finale lange mit dem Finnen Juha Väätäinen mithalten. Der Finne gewann im Schlussspurt mit einer Sekunde Vorsprung vor Wadoux, 0,23 Sekunden hinter Wadoux wurde der Deutsche Harald Norpoth Dritter.
Wadoux erlief sechs französische Meistertitel über 1500 Meter und zwei Titel über 5000 Meter. Auf Vereinsebene war er zunächst für CA Montreuil aktiv und dann für den Racing Club de France.

## Bestzeiten
- 1500-Meter-Lauf: 3:34,0 Minuten, 23. Juli 1970 in Colombes
- 3000-Meter-Lauf: 7:52,0 Minuten, 13. Juni 1971 in Vittel
- 5000-Meter-Lauf: 13:28,0 Minuten, 8. Juli 1970 in Colombes